# Museu Militar de Borodino
O Museu Militar de Borodino (nome completo em russo:  Государственный Бородинский военно-исторический музей-заповедник) é um complexo de monumentos em Borodino, na Rússia, dedicados à Guerra Patriótica de 1812 e Grande Guerra Patriótica (de 1941-1945). As grandes batalhas dessas guerras (Batalha de Borodino e Batalha de Moscovo) ocorreram nos campos de Borodino (em 1812 e 1941).
O museu foi criado em 1839, é localizado nos arredores de Mojaisk, e ocupa uma área de 110 km².
Em 1867 Liev Tolstói chega aos campos de Borodino e conhece das circunstâncias da batalha do ano de 1812, para que criar romance "Guerra e Paz". O escritor parava no hotel junto ao Mosteiro de Borodino (qual foi criado em 1839 pelas viúvas dos oficiais perecidos), agora aí há exposição do museu que é dedicada a "Guerra e Paz".
Grandes festas acontecem aí em primeiro domingo de setembro (dia memorial da Batalha de Borodino) e 9 de maio (dia da Vitória na Guerra patriótica de 1941-1945).

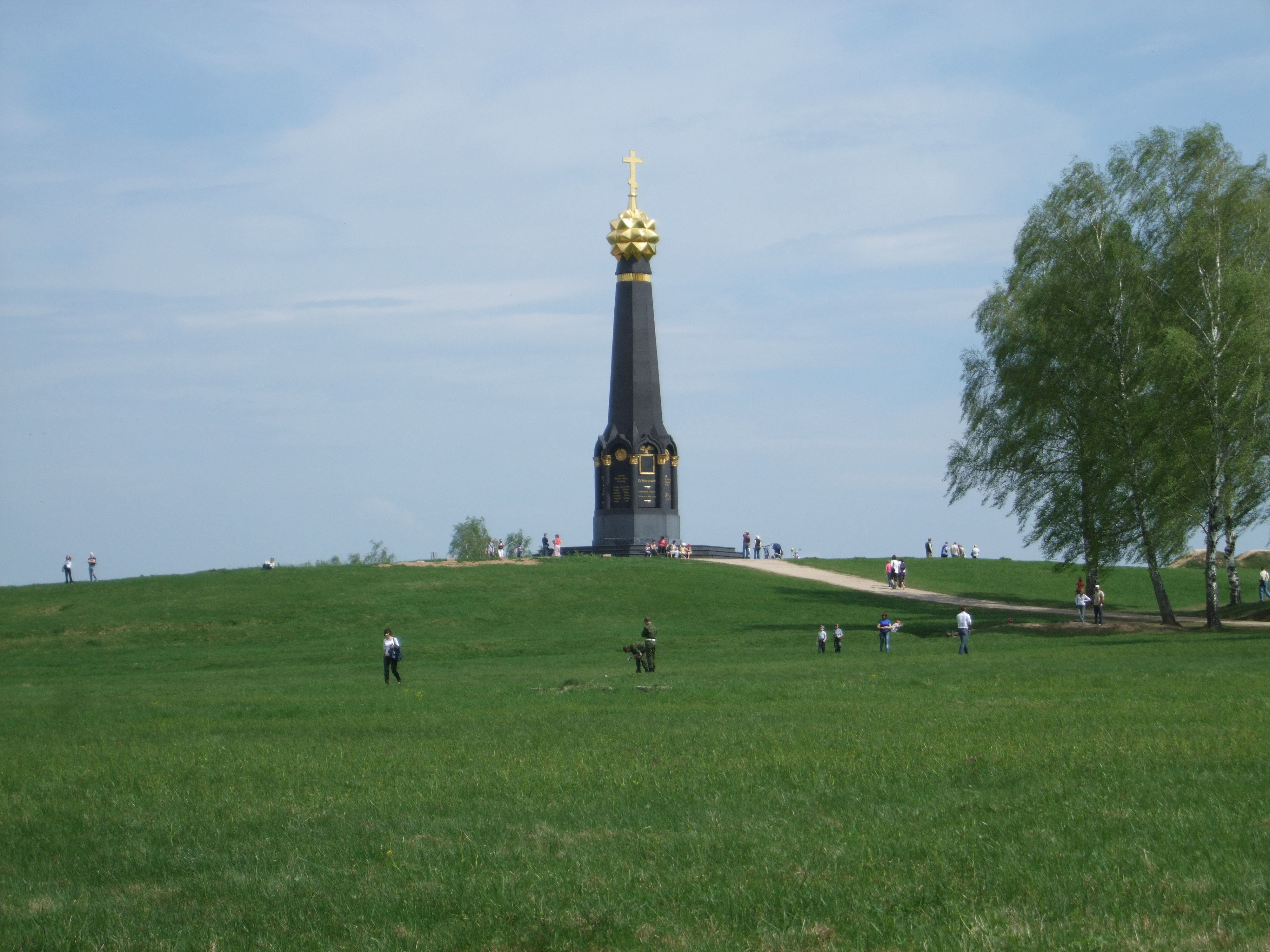
Monumento principal nos campos de Borodino
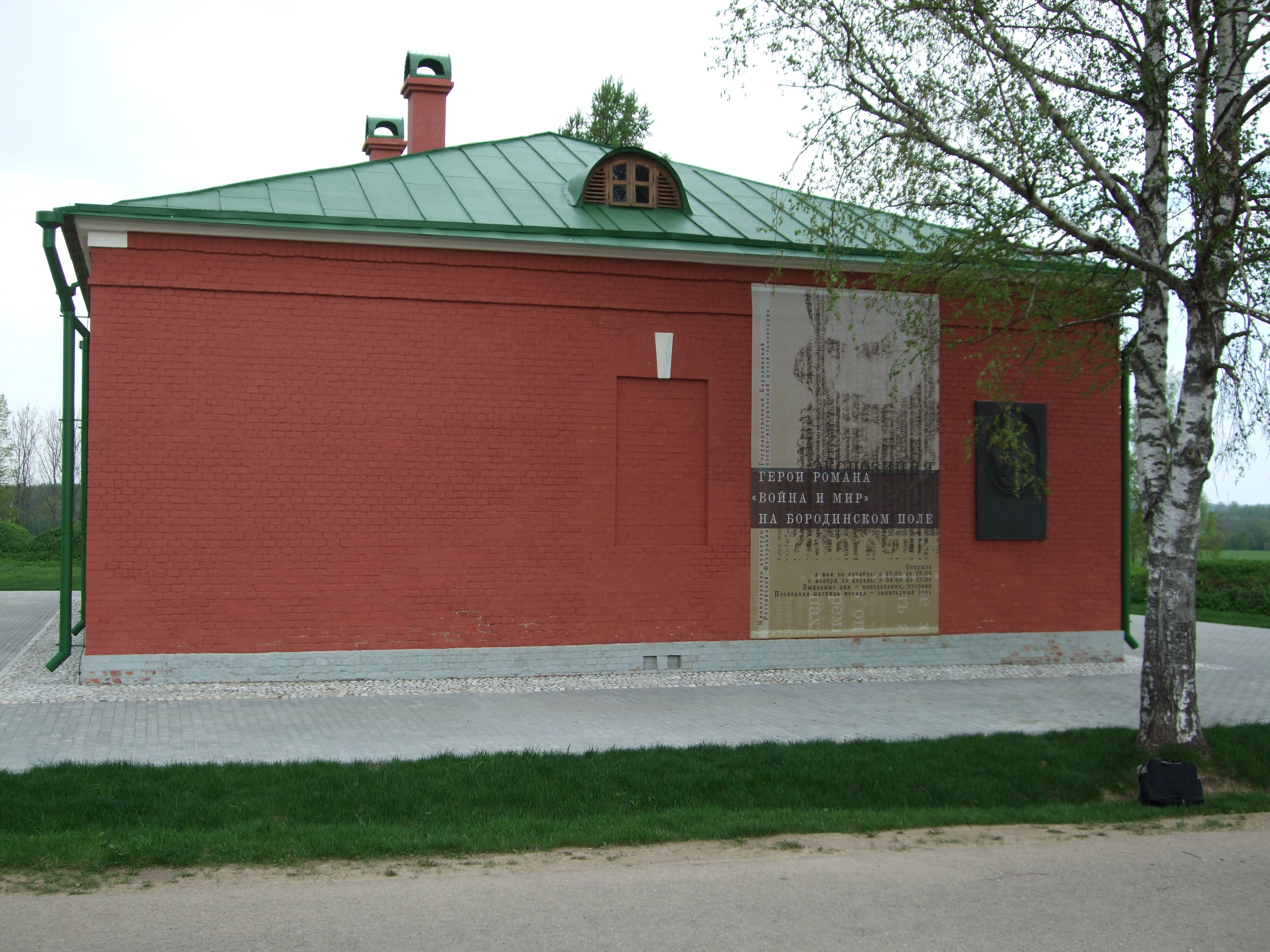
Edifício da exposição do romance "Guerra e Paz"
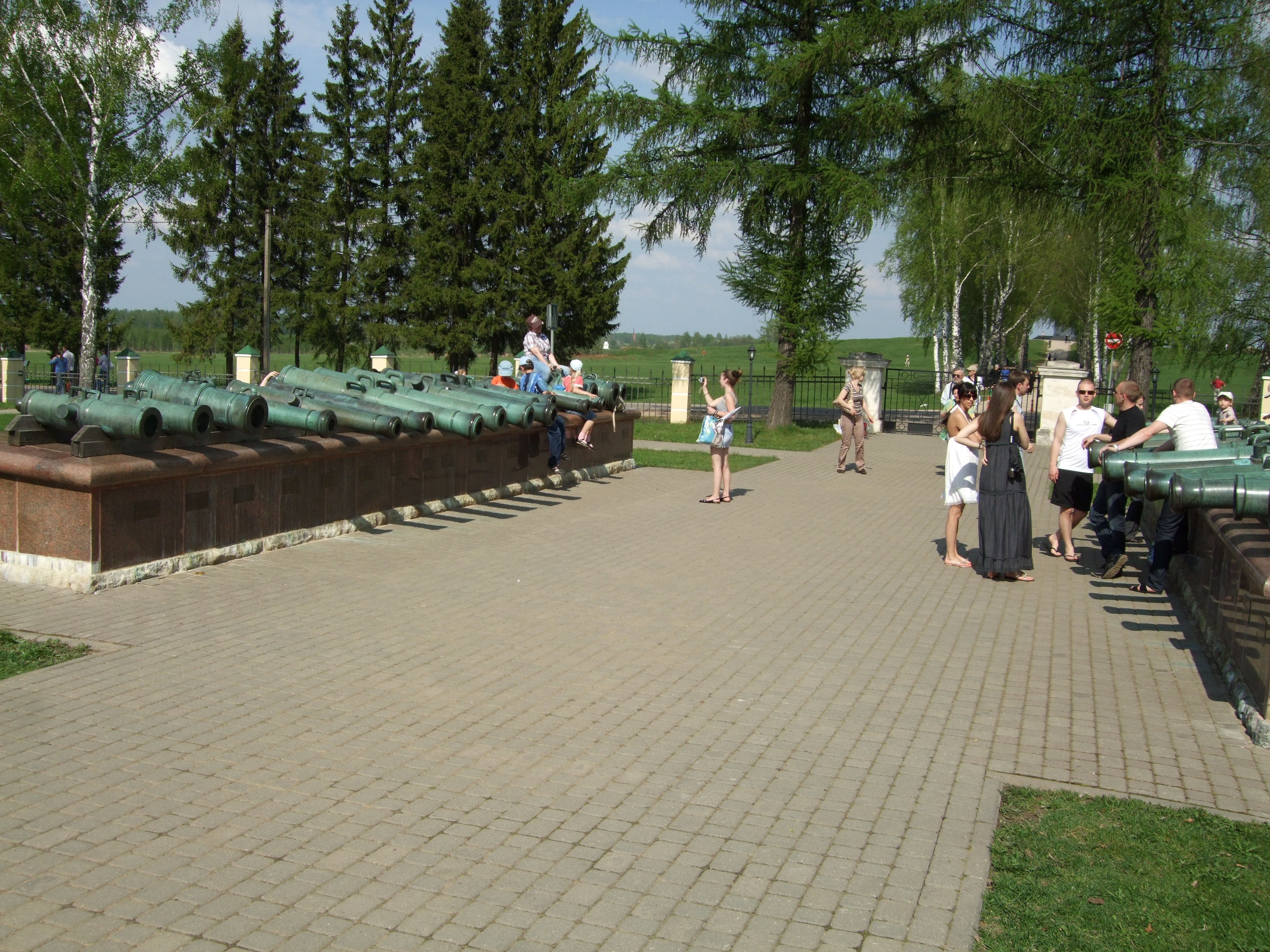
Armas de fogo do exército de Napoleão
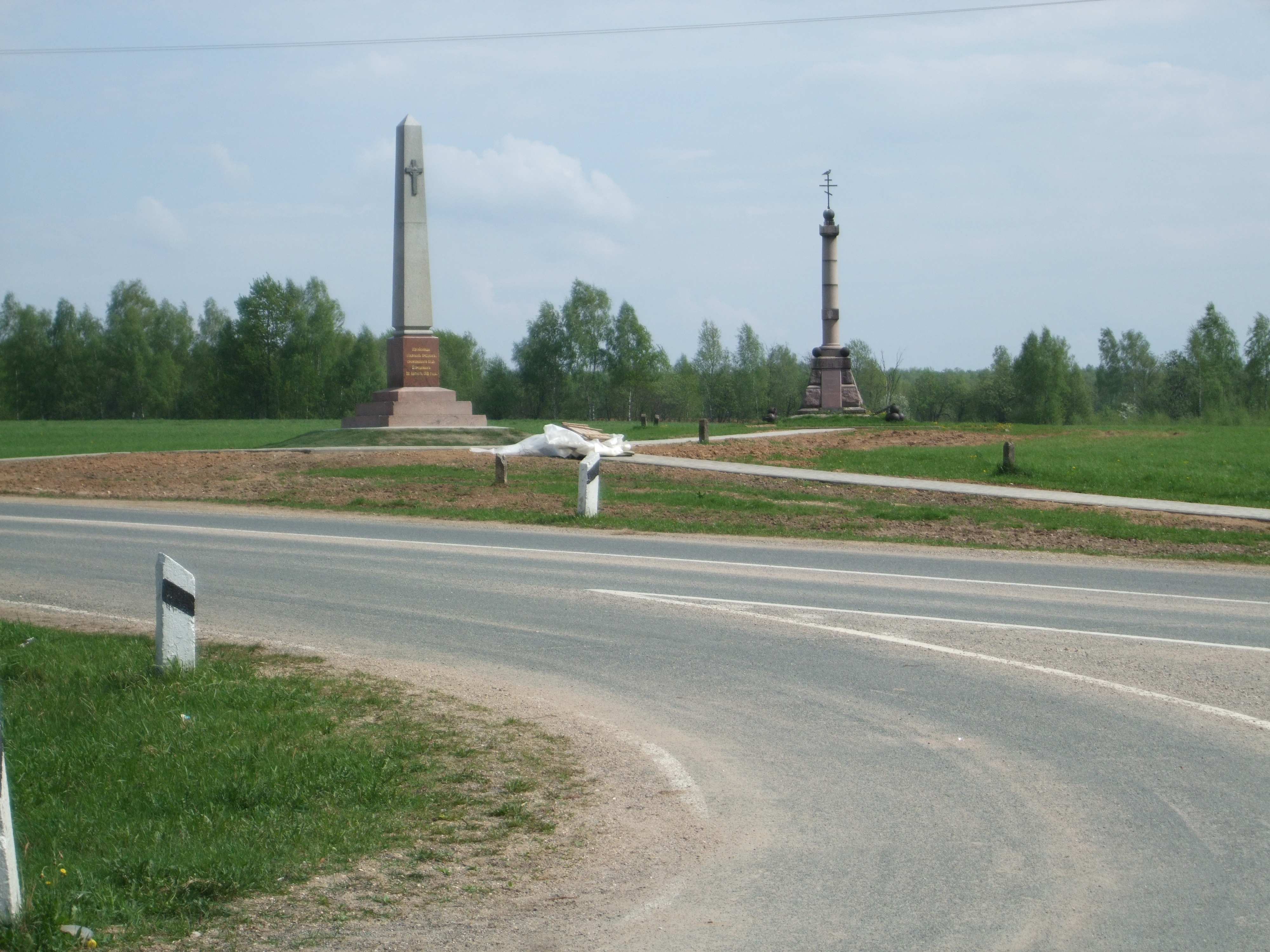
Dois monumentos no fim de restauração